# Antonio Martínez (piłkarz)
Antonio Martínez Felipe (ur. 7 marca 1990 w Madrycie) – hiszpański piłkarz występujący na pozycji pomocnika w Cultural Leonesa.